# Iglesia del Santísimo Salvatore (Palermo)
La iglesia del Santissimo Salvatore es un edificio de culto ubicado en el centro histórico de Palermo. El monumento domina la Strada del Cassaro (hoy Corso Vittorio Emanuele), en el distrito del Palazzo Reale o Albergaria.   

## Historia

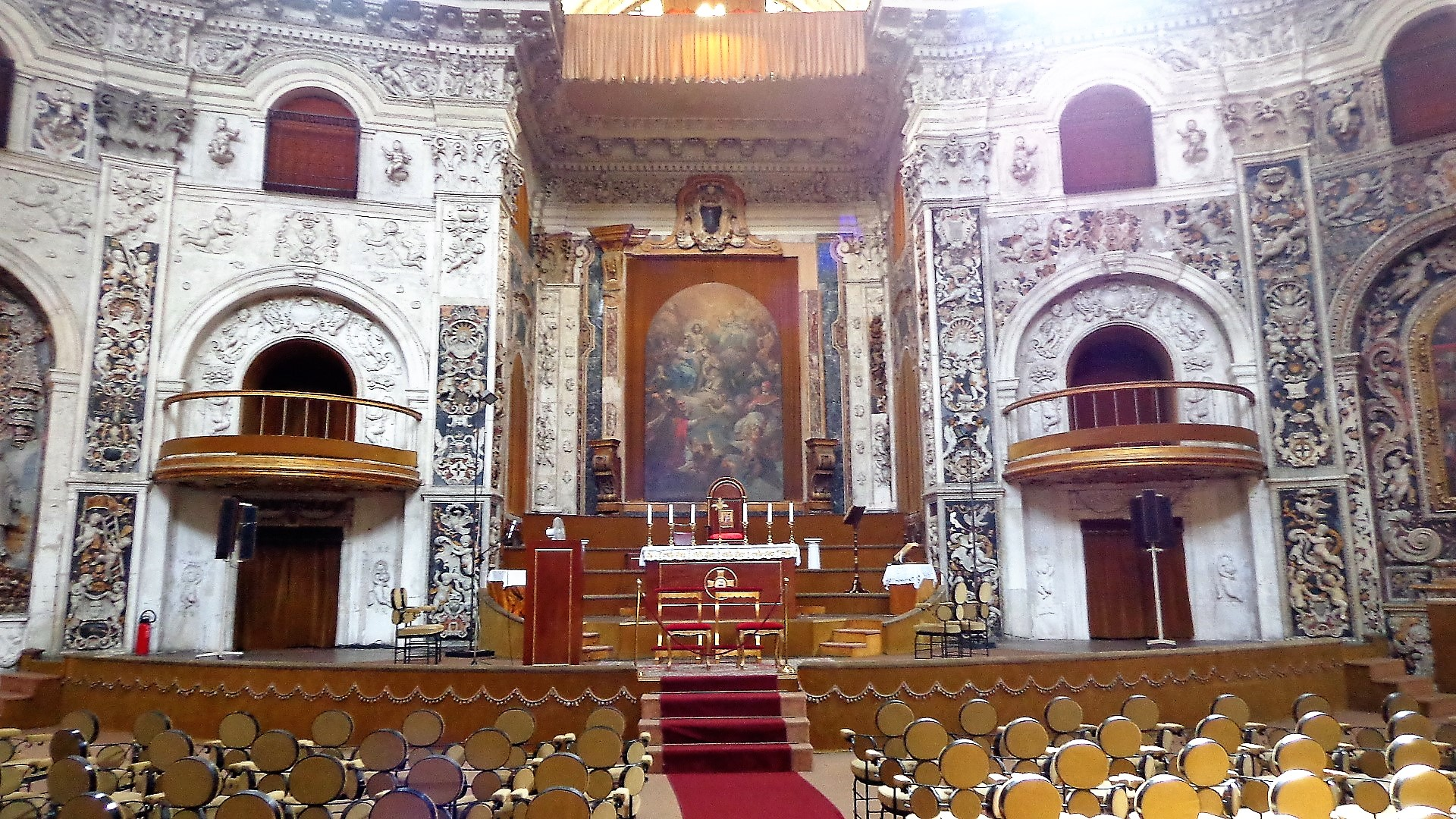
Presbiterio.

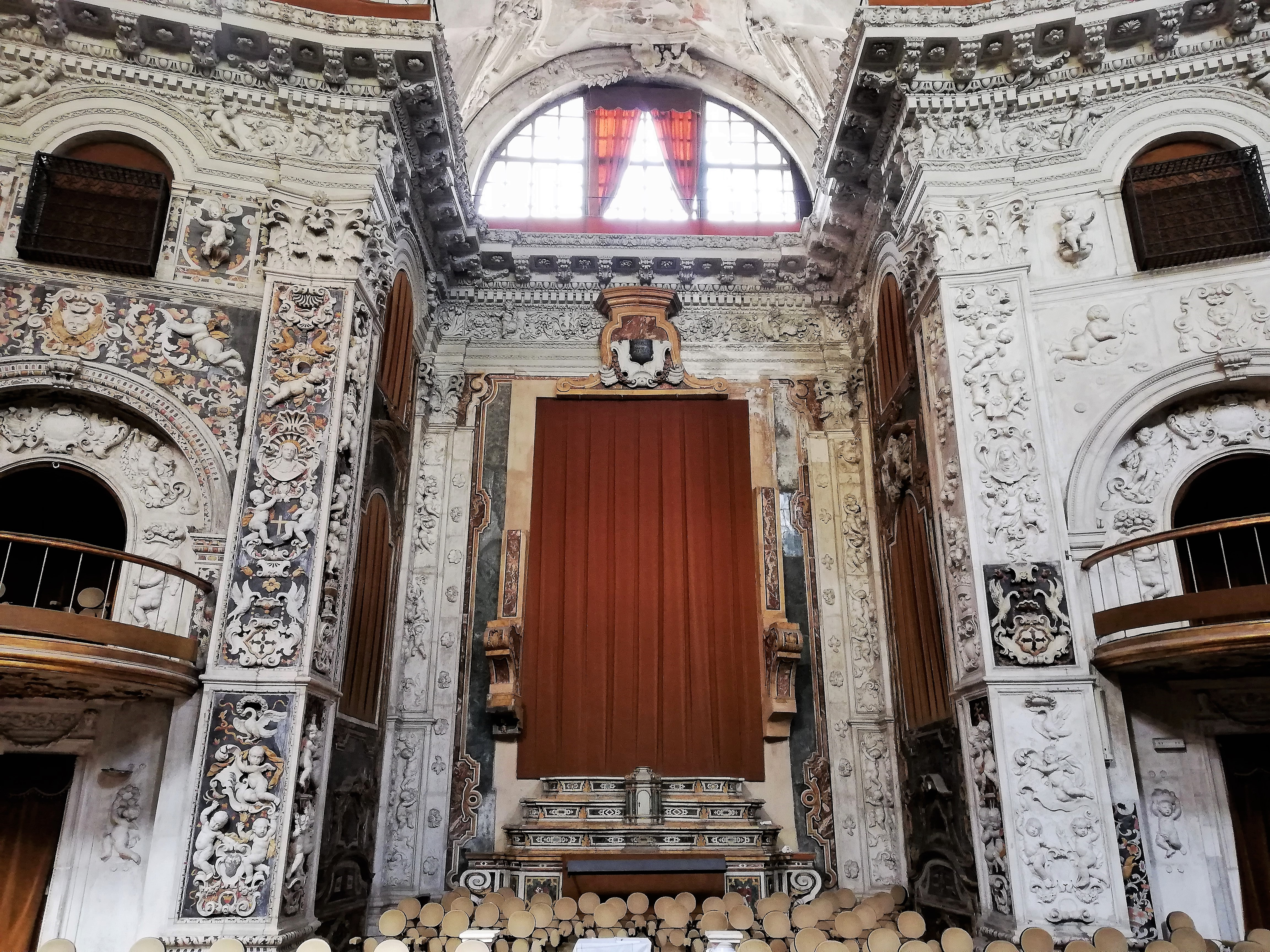
Muro oriental.

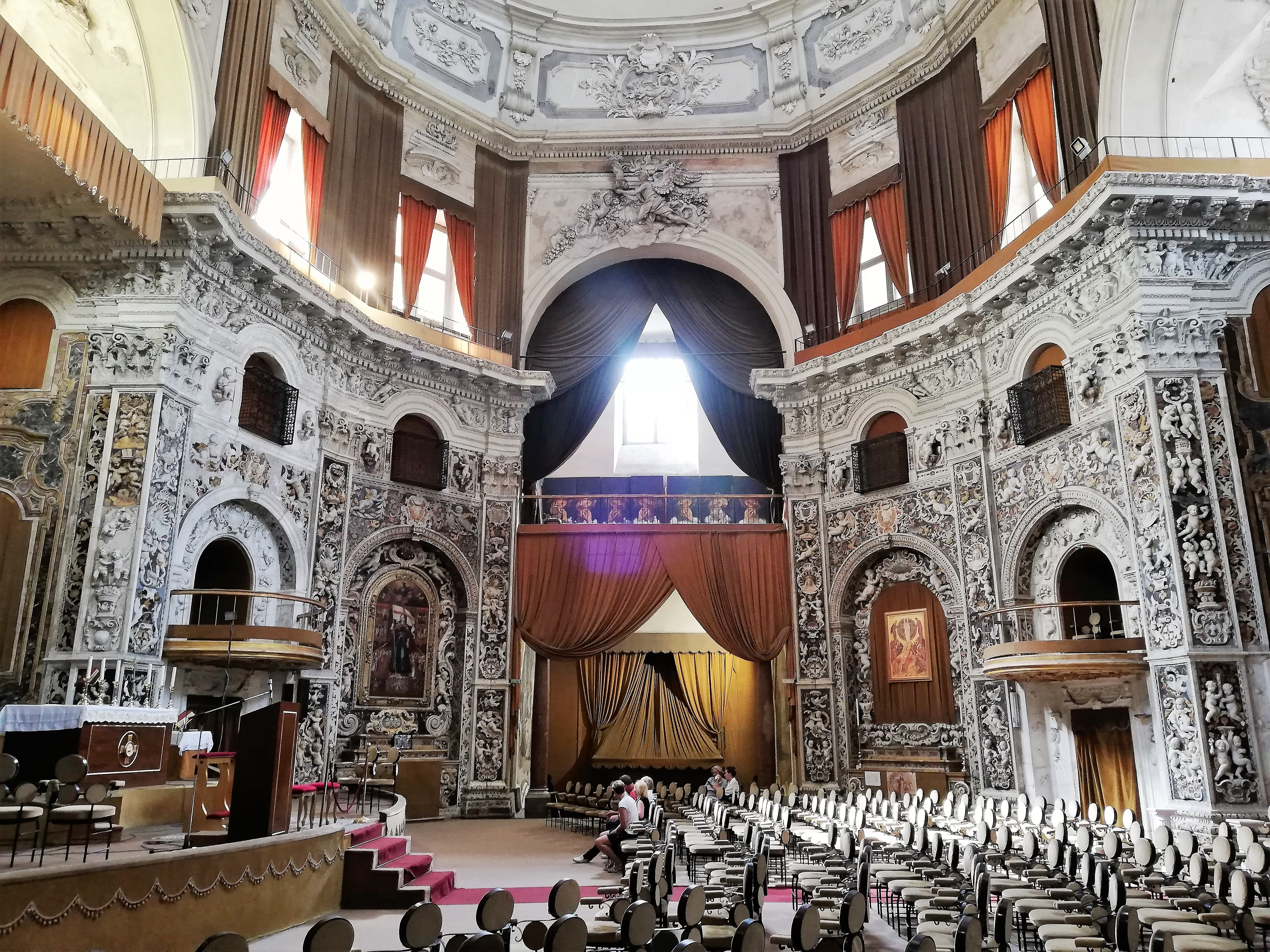
Entrada.

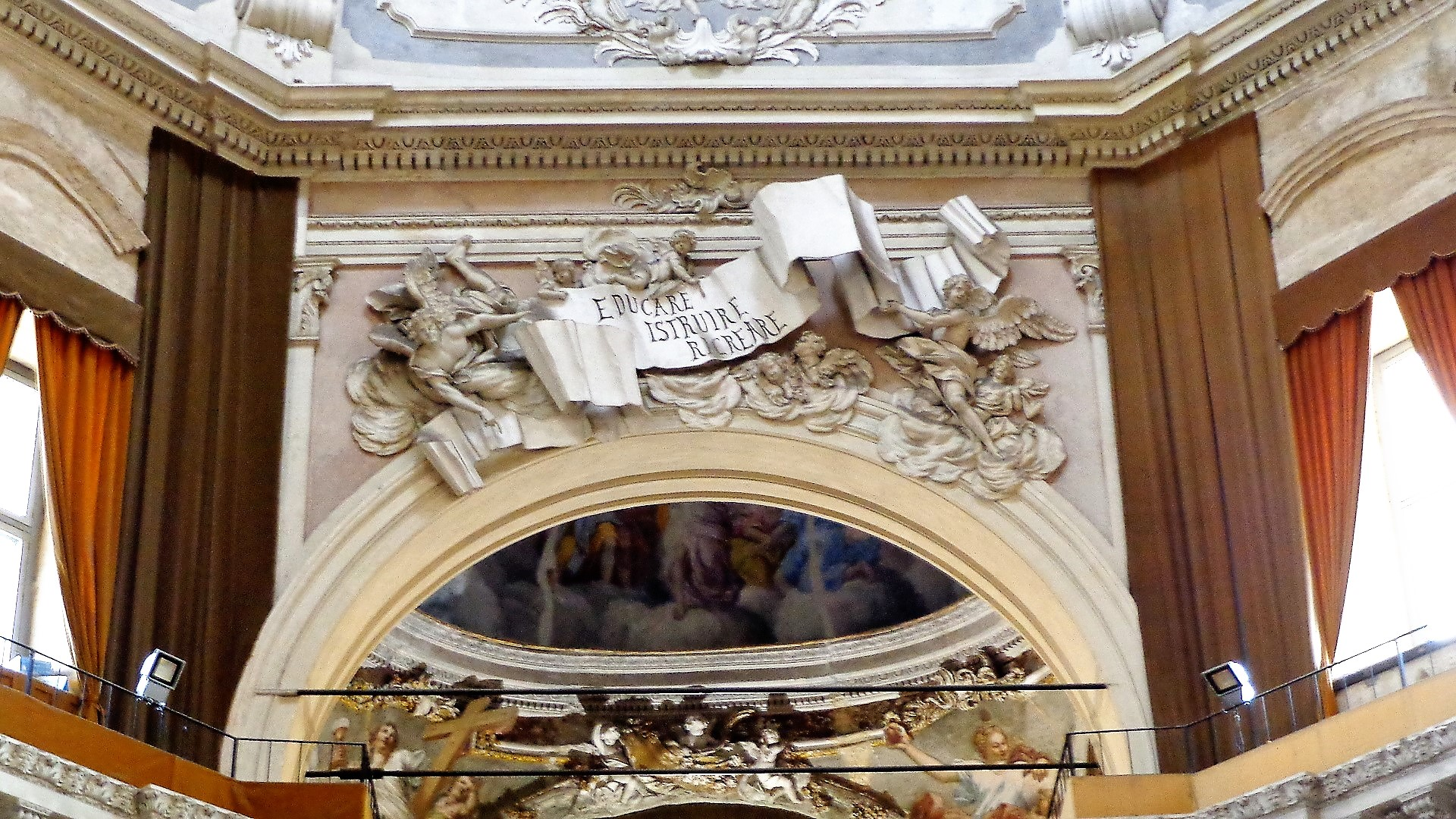
Estucos.

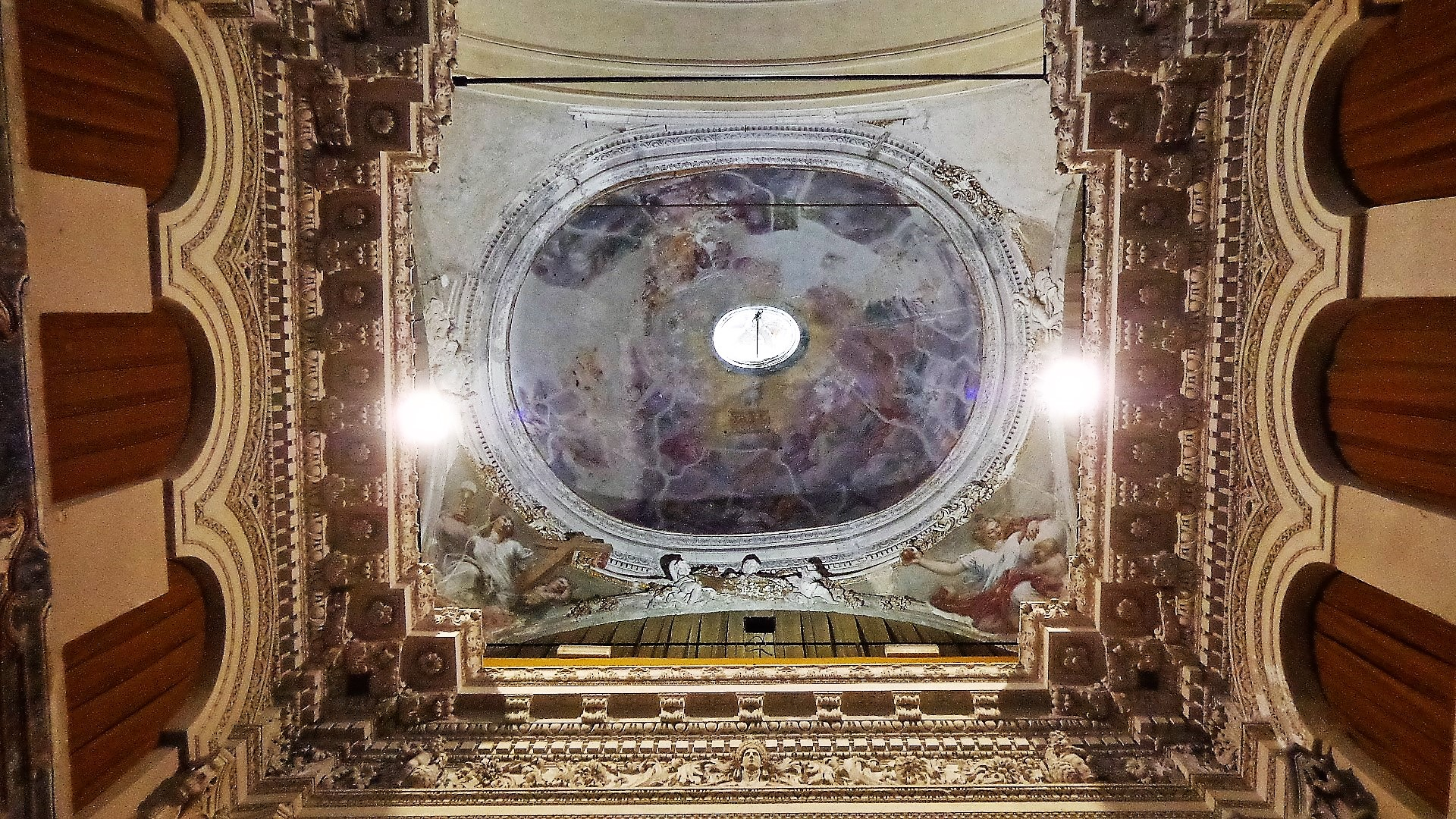
Cúpula sur.

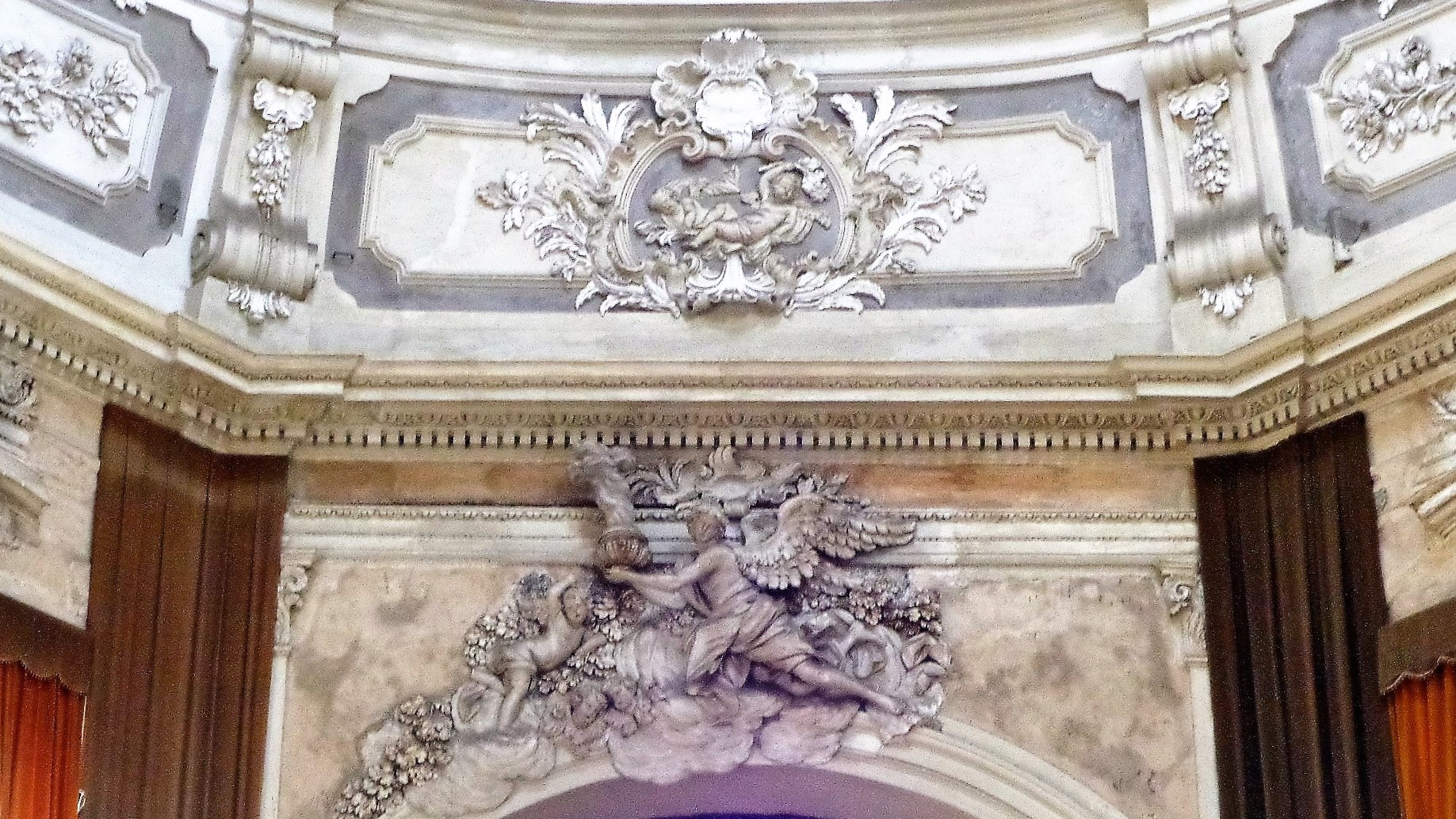
Estucos.

### Época normanda
Originalmente fue construido como lugar de culto para el monasterio de las monjas basilianas de rito griego encargado por Roberto Guiscardo en 1072. La institución religiosa fue posteriormente protegida y beneficiada por el rey Roger II de Sicilia.

### Época suaba
Las crónicas relatan a la reina Constanza de Hauteville, esposa de Enrique VI de Suabia y futura madre del emperador Federico II, como huésped del monasterio, monja profesa y finalmente abadesa. La noble se ve obligada por razones dinásticas y políticas a abandonar sus votos y casarse, lo que resulta en la unión de las familias gobernantes Altavilla - Hohenstaufen. Federico II, después del monasterio de San Teodoro, el monasterio de San Matteo al Cassaro, el monasterio de Santa Maria di Loreto, asoció el monasterio de Santa Maria dell'Itria conocido como «della Pinta» con el monasterio del Santissimo Salvatore.

### Época aragonesa
Martín I de Sicilia decora la iglesia y el monasterio con el título de "Real", colocando las estructuras bajo el "Patrocinio Real". 
- 1501, Transición al rito latino.

### Época española
En 1528 la antigua iglesia normanda fue completamente reconstruida y ampliada. El desarrollo es de tres naves, con tres capillas a cada lado y un ábside entre dos capillas menores. La fachada mira hacia el este en la actual ladera del Santissimo Salvatore. 
En 1682, los considerables legados e ingresos permitieron el deseo de poseer un templo aún más suntuoso, ennoblecido por la entrada directa al Cassaro, por lo que las monjas decidieron una nueva ampliación, confiando el proyecto a Paolo Amato. Las obras comenzaron inmediatamente, durante la excavación de los cimientos se encontraron numerosos hallazgos arqueológicos, principalmente monedas.  
Asistido por el alumno maestro de obras Giacomo Amato, siguió personalmente la construcción hasta 1685, año en el que se hizo cargo el jesuita Angelo Italia. Este último, fiel al proyecto original, dirigió la construcción de las dos capillas cercanas a la entrada y a la fachada, que se inició en 1687. En 1689 Angelo Italia fue reemplazado nuevamente por Paolo Amato, quien creó las dos capillas mayores en los extremos del eje menor de la iglesia, la pequeña cúpula en el presbiterio y en 1694 la cúpula central, la logia y los nichos en la fachada.

### Época borbónica

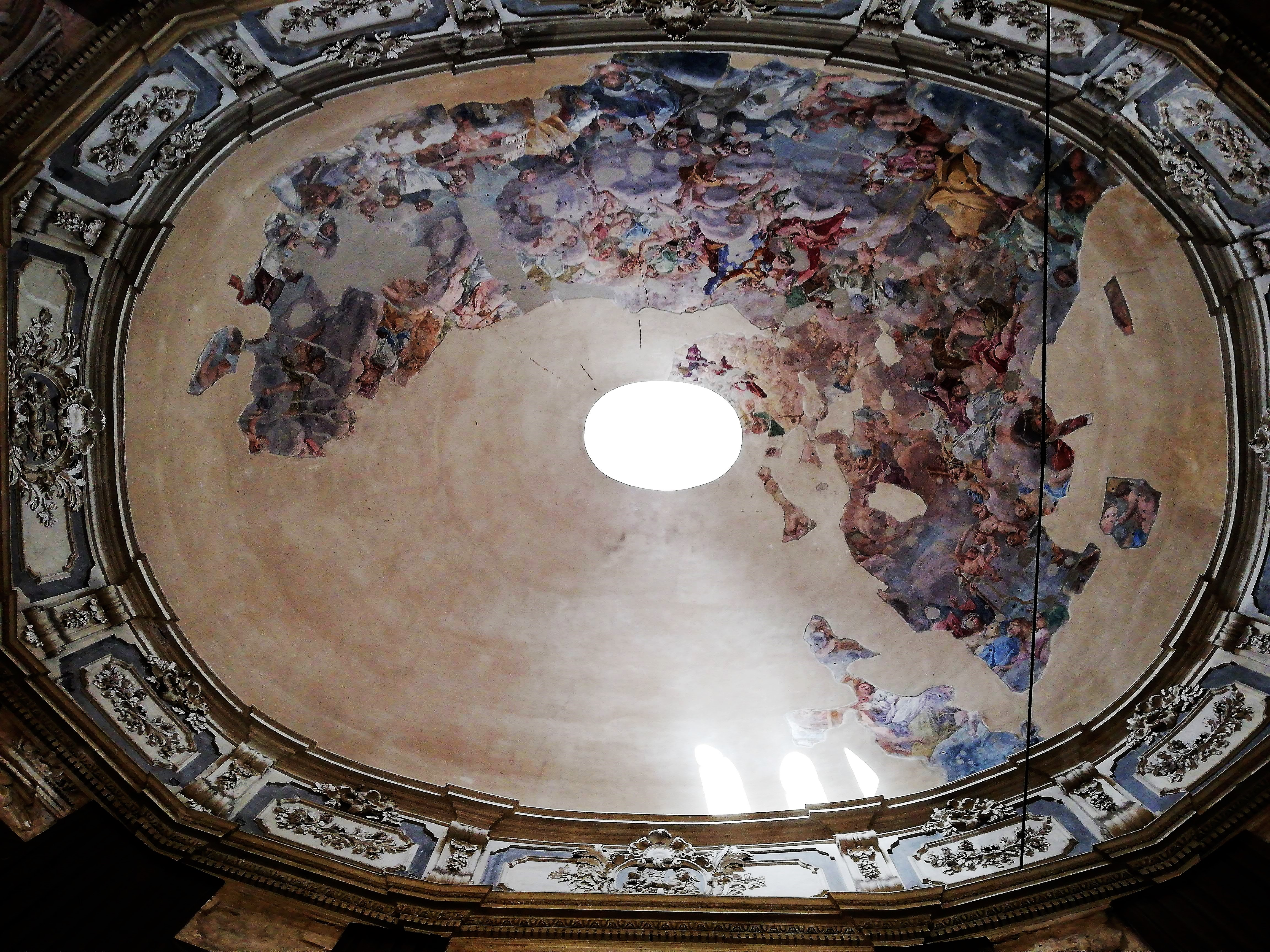
Frescos de la cúpula.

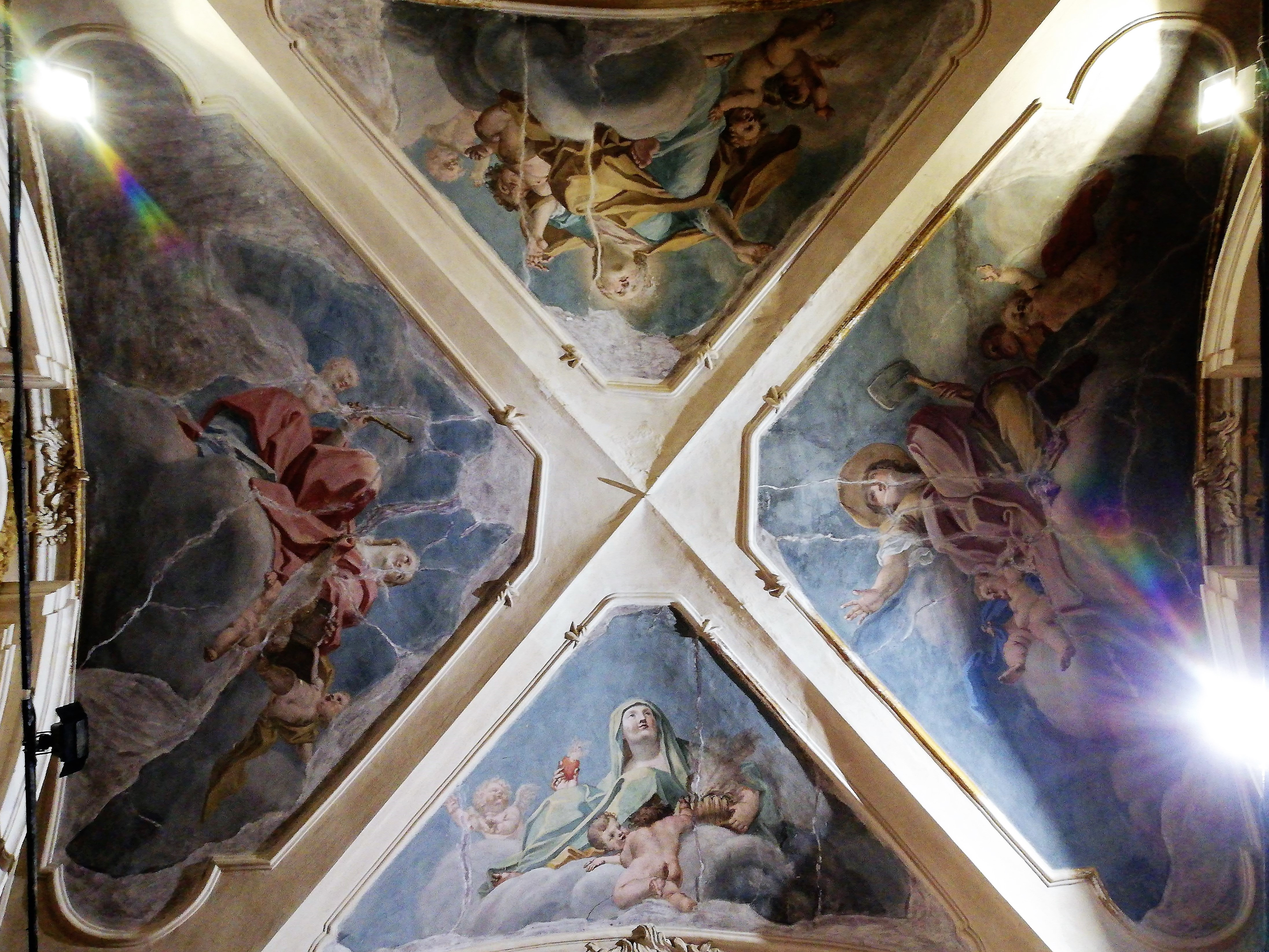
Frescos de entrada.

- 1700, Inauguración del nuevo edificio.

En 1704 se consagró la iglesia, pero faltaba gran parte de la decoración interna, realizada a lo largo del siglo XVIII. El deseo de magnificencia determinó la lentitud en la continuación de las obras: a la muerte de Paolo Amato en 1714, la mayor parte de las decoraciones aún estaban inacabadas. En 1721 Giacomo Amato diseñó junto con Gaetano Lazzara el altar mayor de la iglesia, que luego fue destruido. Los graves trastornos causados por el "terremoto de Terrasini" de 1726 obligaron a planificar una intervención de consolidación de la cúpula y otras estructuras, como lo demuestra la insuficiencia del terreno adecuado para soportar un edificio de tan imponente tamaño.
En 1763, bajo la dirección de Vincenzo Giovenco, se iniciaron las obras de la linterna de la logia que incorpora la cúpula desde el exterior, obra destinada a una doble función: la de sostener el casquete y preservarlo de las infiltraciones de lluvia que amenazan la decoración pictórica. los estucos, las incrustaciones de mármol. En el mismo año se inició la decoración del interior a cargo de Vito D'Anna, quien creó la inmensa Apoteosis de San Basilio, hoy muy fragmentaria y deteriorada.
En 1782, bajo la dirección de Andrea Giganti realizó los suelos de mármol de la Capilla de San Basilio  a la izquierda y de la Capilla de Santa Rosalía a la derecha. La última gran intervención fue la instalación del suelo de la gran sala central, construida en 1856 bajo la dirección de Giuseppe Patricolo.

### Época contemporánea
- 1 de marzo y 9 de mayo de 1943, Bombardeo de Palermo. Un violento bombardeo aéreo alcanza el edificio y destruye casi por completo el interior. Todas las decoraciones de mármol, estuco y frescos no sobrevivieron, incluidas las de la cúpula. Restaurada con criterios científicos, muestra claramente el contraste entre la decoración original conservada y la reinstalada, que quedó en blanco.

- 1950-1969, con la restauración el altar mayor, una vez alineado con la entrada, se trasladó hacia la derecha, donde hoy domina el gran retablo de la Gloria de Santa Rosalía, procedente de la iglesia de Santa Rosalía destruida para la construcción de Via Roma y concedido en depósito por el Museo Diocesano.

La iglesia se utiliza como auditorio, pero no ha perdido su función como edificio religioso.
- siglo XXI

Del 2014 al 2020 el rector Gaetano Tulipano confía el mantenimiento y la gestión del uso turístico a la asociación Amigos de los Museos Sicilianos. En los últimos años se han realizado varios trabajos de limpieza y restauración de las obras desaparecidas. Del 2021 al 2024, el Rector encomienda esta gestión a la Asociación de Guardias del Templo de Cristo.
A partir de julio de 2024, el rector confía el mantenimiento y gestión del uso turístico a la Asociación Cultural Sikalesh. 
Desde 2014, después de algunas obras de seguridad, el rector decide hacer también accesible la gran terraza de la cúpula.
Entre diciembre de 2015 y junio de 2016 se limpiaron todas las estructuras de mármol y se restauró la escalera del vestíbulo de entrada.
El 22 de octubre de 2016, el retablo que representa a Santa Úrsula y sus relatos de vida, anteriormente conservado en la Sala V del Museo Diocesano de Palermo, fue trasladado al altar sureste después de una ausencia total de 87 años. Es un tablero de 270 x 143 cm, óleo y témpera atribuidos, tras estudios de la Superintendencia del Patrimonio Cultural de Palermo, a la artista flamenca Simone de Wobreck documentada en Palermo entre 1558 y 1587, autora de numerosas pinturas en la zona de Palermo incluidas otras cuatro obras de la colección del Diocesano.
En los primeros meses de 2017 se restauró el gran fresco de la pared derecha del vestíbulo que representa el sermón de San Basilio de Vito d'Anna. En los primeros meses de 2018 también se restauró el segundo gran fresco de Vito d'Anna situado en la pared izquierda del vestíbulo y que representa el milagro de San Basilio. La restauración del fresco de la bóveda de la Capilla de Santa Rosalía, que representa a Santa Rosalía con ropas basilianas, está prevista para los primeros meses de 2019.El 7 de agosto de 2019, con motivo de la fiesta de la Transfiguración de Jesús, las pinturas Magdalena Penitente y San Pantaleón de Guglielmo Borremans del Museo Diocesano regresarán a la Capilla de Santa Rosalía gracias a la contribución para el mantenimiento del patrimonio cultural. El mismo día, en las paredes derecha e izquierda del antiguo presbiterio se colocaron Abigail ofreciendo regalos al rey David y a Moisés que guió al pueblo judío al desierto por Philip Tancredi desde los almacenes del Palacio Abatellis.En agosto de 2024 fue restaurado, a instancias del rector Mons. Gaetano Tulipano, el fresco que representa a Santa Rosalía con ropas basilianas en la capilla dedicada a ella. La obra fue realizada por el estudio Kéramos Arte e Restauro, dirigido por Francesco Bertolino. La restauración, realizada gracias al aporte de la Asociación Cultural Sikalesh y la Asociación de Voluntarios "Guardias del Templo de Cristo", fue realizada por Andrea Vasile bajo la supervisión de la Superintendencia del Patrimonio Cultural de Palermo .

## Descripción

### Externo

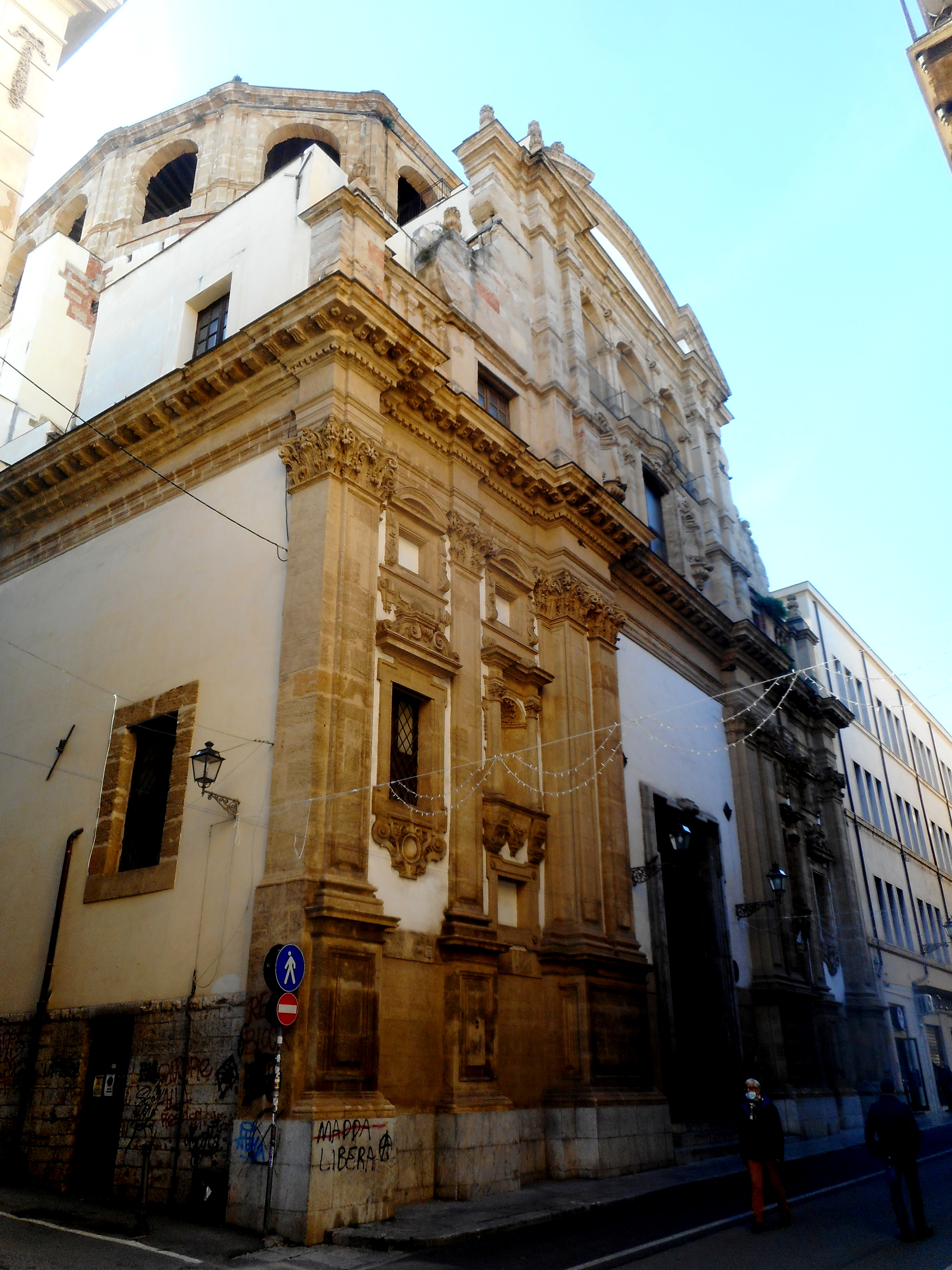
Fachada

El aspecto actual del edificio, sin embargo, difiere considerablemente del normando, ya que las formas, ya remodeladas en el siglo XVI, se volvieron plenamente barrocas con el encargo al arquitecto Paolo Amato, que adoptó el modelo de planta central. De doce lados con cúpula elíptica.

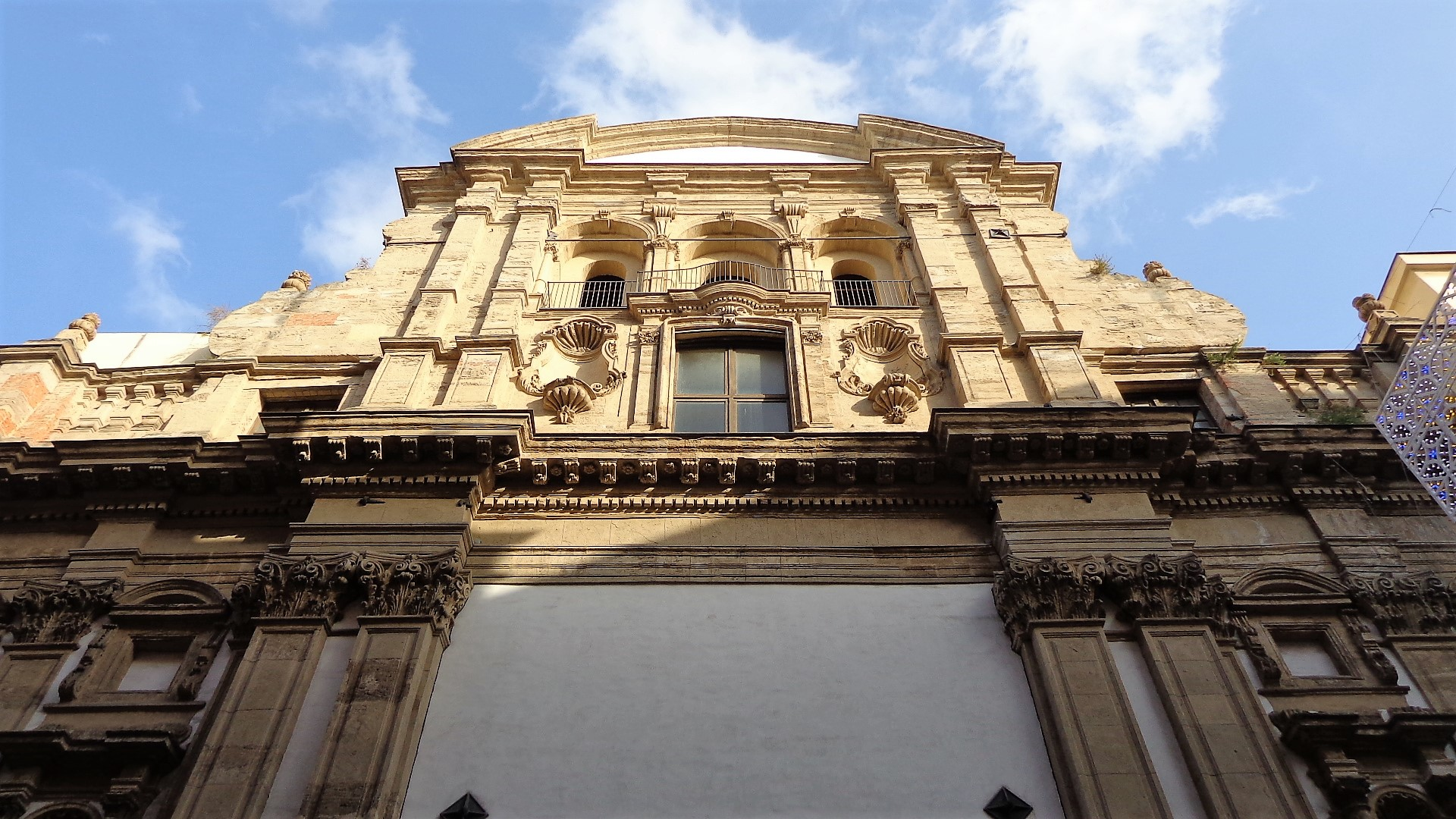
Folleto
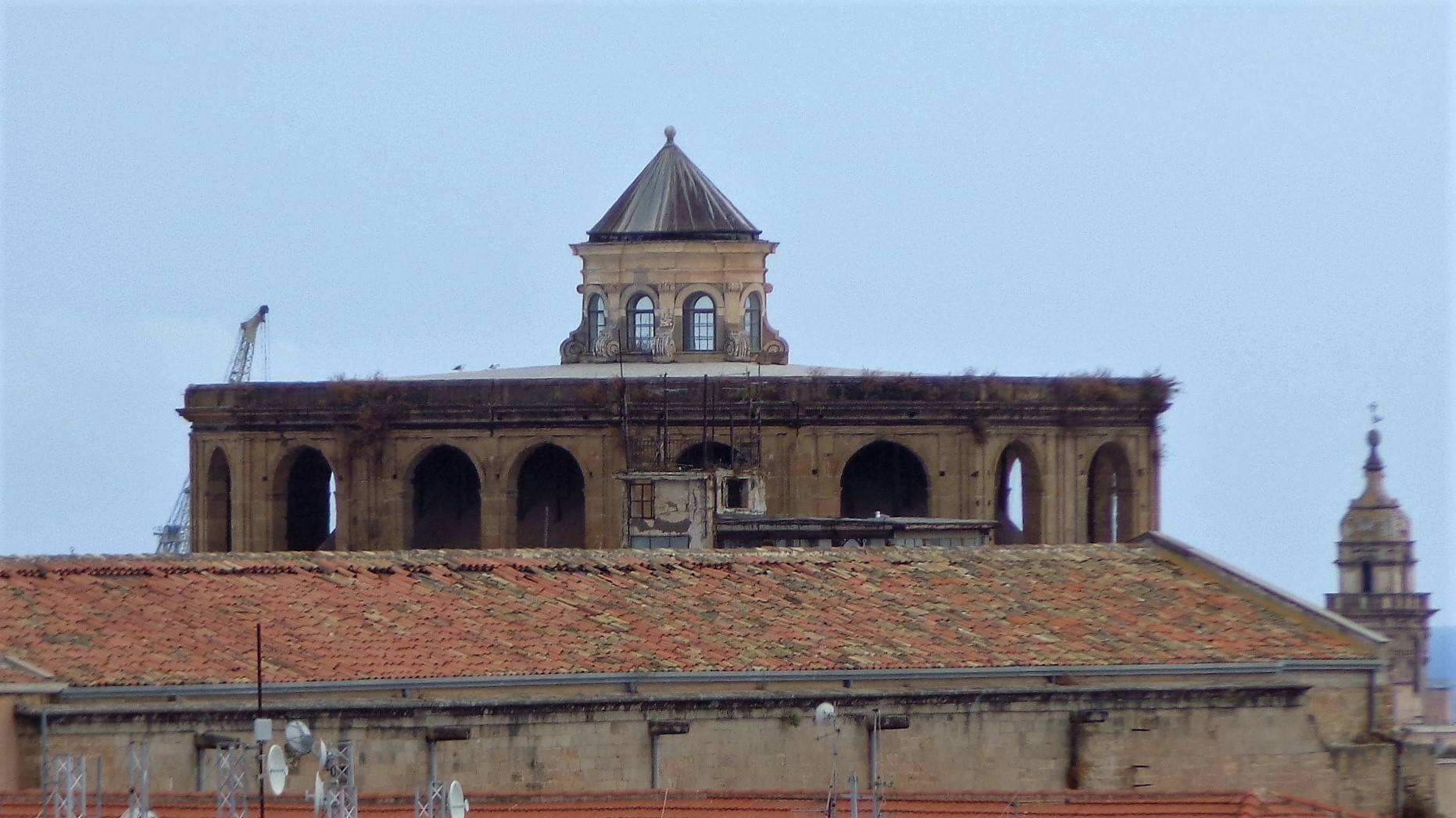
Vista desde el campanario de la iglesia de San Giorgio en Kemonia

Parejas de pilastras pareadas delimitan el espacio central. El vacío sobre el sencillo portal sugiere una fachada que quedó inacabada: los dos nichos entre las columnas debieron albergar estatuas que nunca fueron colocadas.

### Interno
El proyecto concebido por Paolo Amato resulta del injerto de una cruz griega en un vasto dodecágono irregular inscrito en una elipse.   Geometrías y estilos influenciados por la arquitectura borrominiana, pero sobre todo por Pietro da Cortona y Bernini, experimentados por Amato en otro notable sistema planimétrico elíptico: el de la iglesia de San Carlo dei Milanesi de 1691.
Los dos órdenes de pilastras están divididos por un marco continuo que sigue la forma de la planta, generando una "vista" o galería que las monjas podían recorrer a lo largo de todo el perímetro del edificio, asistiendo a las funciones sin ser molestadas. El desarrollo del muro se divide en tres partes: un primer orden de altares, un segundo orden de ventanas y coros, el tercero de logias.
Pero lo que más sorprende es el suntuoso interior, enteramente decorado con mármoles policromados, estucos y frescos. Respecto a estos últimos, las fuentes atribuyen las de la pequeña cúpula que cierra la capilla mayor a Filippo Tancredi de 1705 con Adoración del Cordero Místico y las que decoran el vestíbulo de entrada y la bóveda (1765) al gran artista palermitano Vito D' Anna: La curación de un niño por intercesión de San Basilio y el Sermón de San Basilio, las figuras alegóricas de la Fortaleza, Prudencia, Templanza y Justicia en el vestíbulo, las de Fe y Caridad en las enjutas.
Di Giovanni (en Le opere d'arte nelle chiese di Palermo, Ms. del XIX secolo) escribe que el Santissimo Salvatore "... tiene forma elíptica, cubierta por una altísima cúpula cuyo cuadro representando el Paraíso es una magnífica obra del caballero de Palermo Vito D'Anna realizada en 1765, último año de su vida..."
La iglesia, gravemente afectada por los bombardeos angloamericanos de 1943 que destruyeron parte de su aparato, fue restaurada y transformada en auditorio por el arquitecto Franco Minissi hacia 1959.

#### Disposiciones primitivas documentadas.
Hemiciclo derecho:
- Primer tramo: Capilla de Sant'Orsola.  Retablo que representa a Santa Úrsula y relatos de su vida de Simone de Wobreck.
- Segundo tramo: Capilla de Santa Rosalía. En el Museo Diocesano se conserva el cuadro que representa a Santa Rosalía con ropas basilianas, obra de Giacinto Calandrucci de 1703. En las paredes hay pinturas de Santa María Magdalena y San Pantaleone.[9]
- Tercer tramo: Capilla del Santo Crucifijo. Entre las estatuas de mármol que representan a San Miguel Arcángel y San Gaetano da Thiene se encuentra un Crucifijo.[9]

Hemiciclo izquierdo:
- Primer tramo: Capilla de San Biagio.
- Segunda crujía: Capilla de San Basilio. En las paredes hay pinturas que representan a Santa Macrina y Santa Rosalía vestidas con ropas basilianas.[9]
- Tercer tramo: Capilla de la Asunción. En la pared hay un cuadro que representa Asunción de la Virgen María de Francesco Manno.

Cappellone:
- Transfiguración de Jesucristo en el altar mayor entre los grandes cuadros que representan a Abigaille ofreciendo regalos de pan y frutas al rey David y a Moisés conduciendo al pueblo judío al desierto, todas obras, incluidos los frescos de la cúpula de la capilla, de Filippo Tancredi.

## Convento Basiliano del Santísimo Salvatore
El convento contiguo  sufrió una destrucción casi total tras los bombardeos de la última guerra mundial. La fachada construida por Andrea Palma en 1724 incluía una galería con vistas a Cassaro, reconstruida en su forma actual a mediados del siglo XIX. Del vasto bloque, algunos tramos se incluyen dentro de un complejo escolar, entre los que destaca la logia del siglo XVIII.
Luego de la promulgación de las leyes subversivas, el patrimonio libro se fusionó parcialmente con las estructuras de la biblioteca municipal de Casa Professa.